# Civita Castellana-Magliano
Civita Castellana-Magliano (wł: Stazione di Civita Castellana-Magliano) – stacja kolejowa w Civita Castellana, w regionie Lacjum, we Włoszech. Znajdują się tu 2 perony.

## Galeria

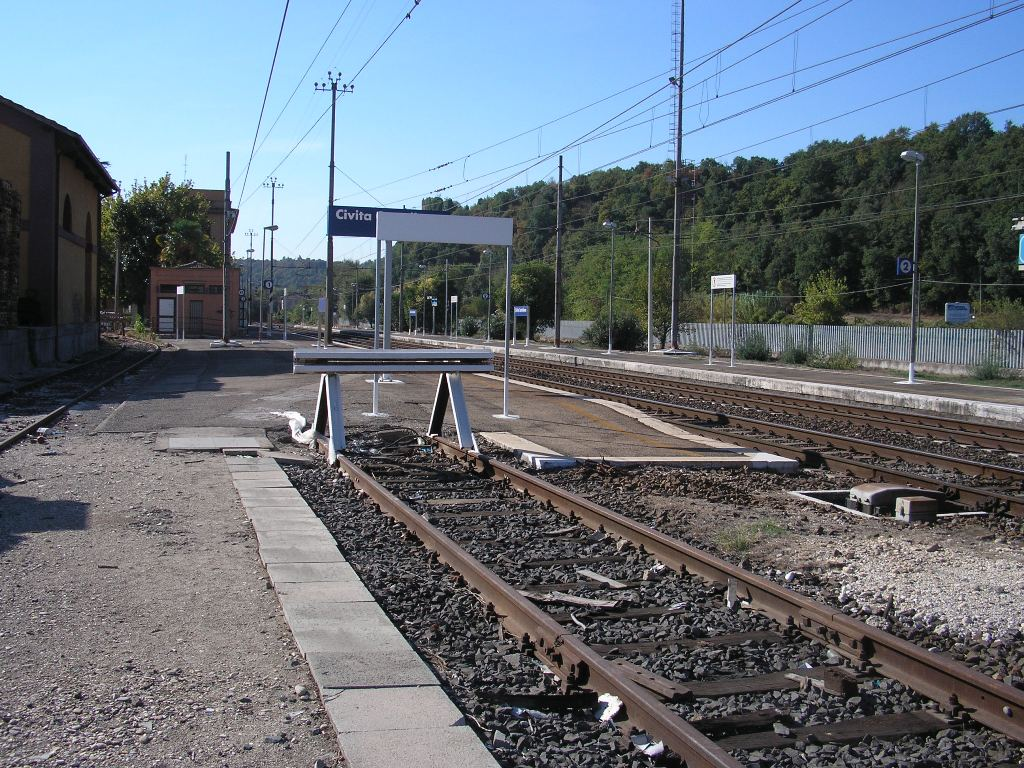
Widok na stację
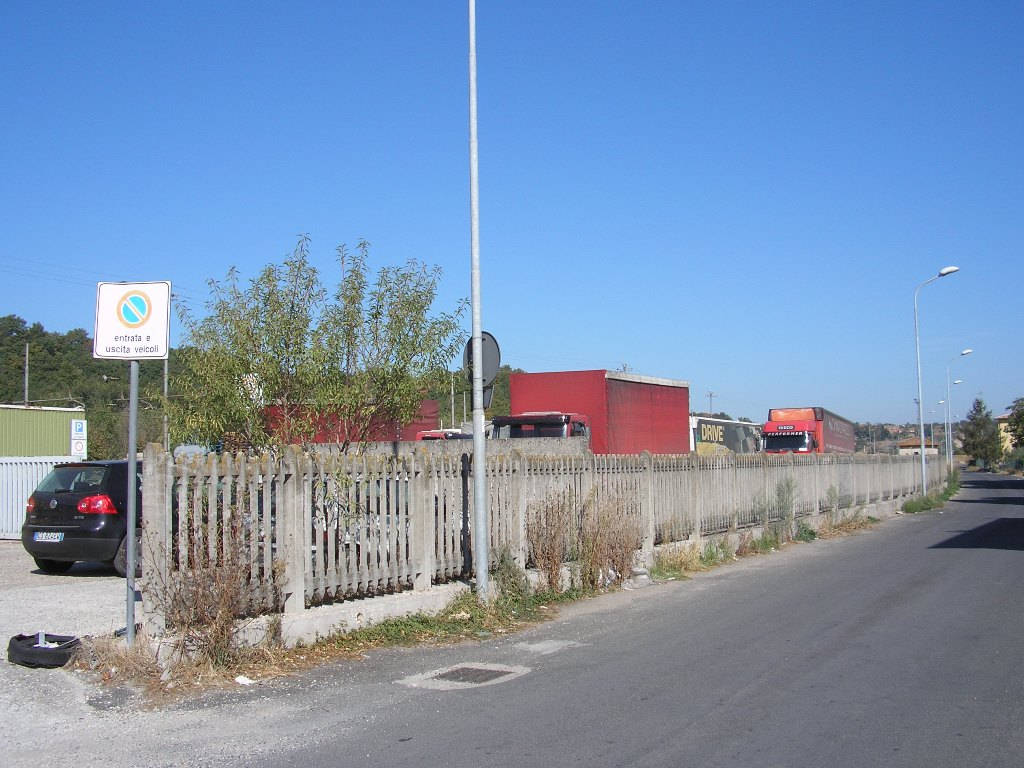
Rampa
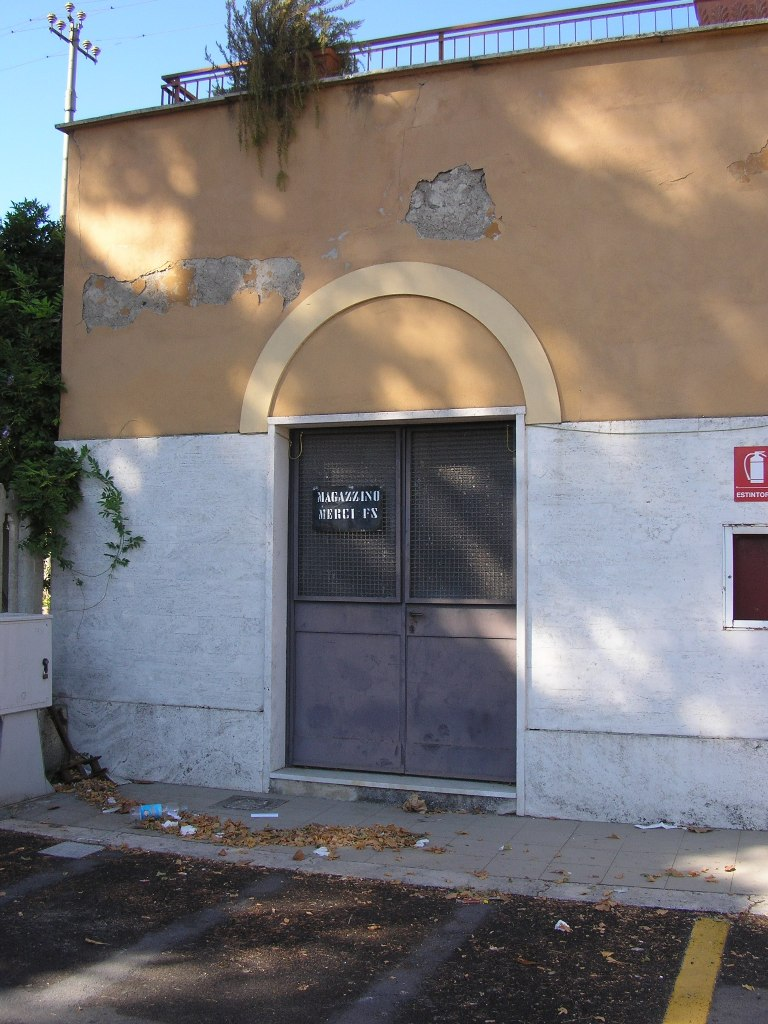
Magazyn
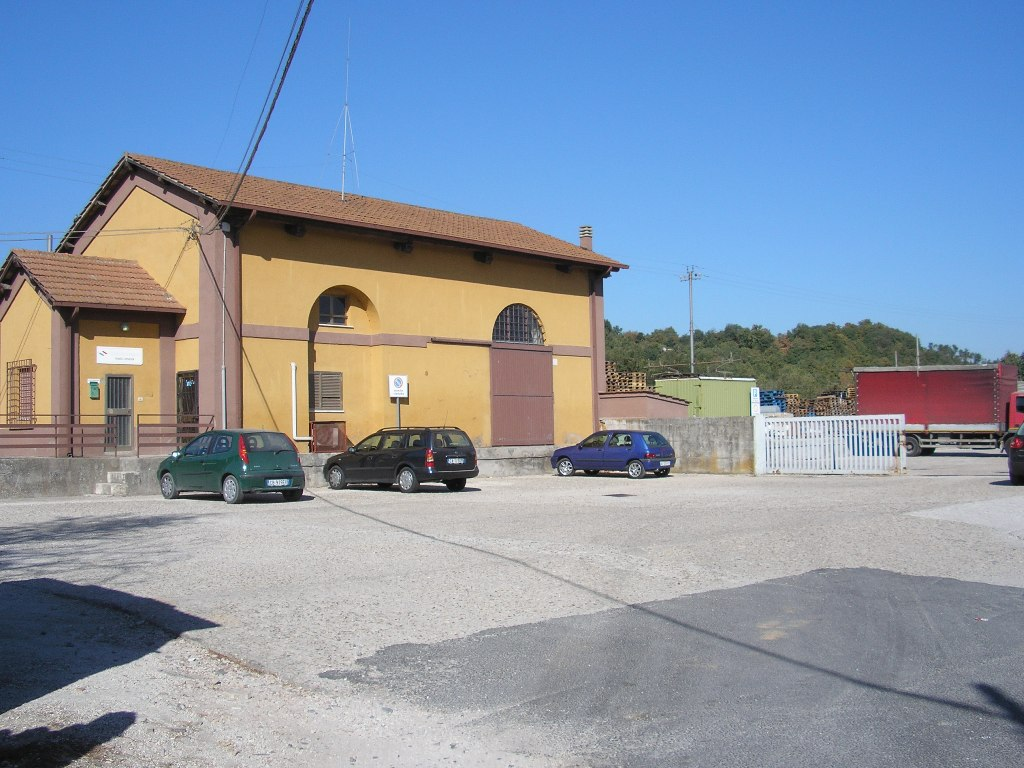